# Bernard Katz
Sir Bernard Katz FRS, nemško-britansko-avstralski nevrofiziolog in biofizik, nobelovec, * 26. marec 1911, Leipzig, Nemčija, † 20. april 2003, London, Anglija.
Rodil se je v judovski družini ruskega porekla v Leipzigu, kjer je na lokalni univerzi študiral medicino in diplomiral leta 1934. Naslednje leto je moral zaradi svojega porekla zapustiti Nemčijo. Odšel je v Anglijo, kjer je študiral kot podiplomski študent na Univerzitetnem kolidžu v Londonu pri nobelovcu A.V. Hillu. Po doktoratu leta 1939 je odšel v Avstralijo, kjer se je pridružil laboratoriju Johna C. Ecclesa v Sydneyjski bolnišnici in pričel z raziskavami živčno-mišičnih povezav. Leta 1941 je postal naturaliziran avstralski državljan in se naslednje leto pridružil vojnemu letalstvu. Do konca druge svetovne vojne je služil kot radarski oficir v jugozahodnem Pacifiku. Po vojni se je vrnil v Anglijo in se ponovno pridružil Hillovi skupini na Univerzitetnem kolidžu v Londonu kot pomočnik vodje raziskav. Tam je leta 1952 postal redni profesor biofizike.
Njegovo delo je bilo ključno za razumevanje osnovnih lastnosti kemičnih sinaps, povezav, prek katerih se dogaja signalizacija med nevroni. V 1950. letih je preučeval biokemijske lastnosti in delovanje nevrotransmiterja acetilholina, ene od snovi, ki so udeležene pri signaliziranju. Ugotovil je, da se acetilholin v sinapsah vedno sprošča v »kvantih« - količina acetilholina, ki se sprosti ob signalu, ni nikoli manjša od določene vrednosti, če je večja, pa je vedno mnogokratnik najmanjše. Danes vemo, da se to zgodi ker je acetilholin pred sprostitvijo spravljen v t. i. sinaptičnih veziklih, ki so vsi podobne velikosti. Število veziklov acetilholina, ki se ob impulzu sprostijo z eksocitozo, je sorazmerno s številom akcijskih potencialov, ki pripotujejo do živčnega končiča. Njegove ugotovitve so bile pomembne pri razumevanju insekticidnega delovanja organofosfatov in organokloratov, ki motijo encimske cikle udeležene pri teh procesih.
Za svoje delo je leta 1967 prejel Copleyjevo medaljo, leta 1970 pa še Nobelovo nagrado za fiziologijo ali medicino. Poleg tega je bil izvoljen za člana Kraljeve družbe iz Londona in več tujih akademskih inštitucij.